# Villano Beach
Vilano Beach és una població dels Estats Units a l'estat de Florida. Segons el cens del 2000 tenia 2.533 habitants.

## Demografia
Segons el cens del 2000, Vilano Beach tenia 2.533 habitants, 1.168 habitatges, i 746 famílies. La densitat de població era de 546,4 habitants/km².
Dels 1.168 habitatges en un 20,1% hi vivien nens de menys de 18 anys, en un 54,2% hi vivien parelles casades, en un 6,2% dones solteres, i en un 36,1% no eren unitats familiars. En el 27% dels habitatges hi vivien persones soles el 8% de les quals corresponia a persones de 65 anys o més que vivien soles. El nombre mitjà de persones vivint en cada habitatge era de 2,16 i el nombre mitjà de persones que vivien en cada família era de 2,58.
Per edats la població es repartia de la següent manera: un 15,2% tenia menys de 18 anys, un 5,8% entre 18 i 24, un 27,2% entre 25 i 44, un 35,5% de 45 a 60 i un 16,2% 65 anys o més.
L'edat mediana era de 46 anys. Per cada 100 dones de 18 o més anys hi havia 94,5 homes.
La renda mediana per habitatge era de 54.111 $ i la renda mediana per família de 75.070 $. Els homes tenien una renda mediana de 49.219 $ mentre que les dones 37.353 $. La renda per capita de la població era de 34.635 $. Entorn de l'1,5% de les famílies i el 4,9% de la població estaven per davall del llindar de pobresa.

## Poblacions més properes
El següent diagrama mostra les poblacions més properes.